# Campo de torsión
Un campo de torsión, también llamado campo de axión, campo de rotación, campo rotor o campo microleptón es un concepto basado en la teoría Einstein-Cartan y algunas soluciones alternativas de las ecuaciones de Maxwell. El concepto del campo de torsión fue concebido en los años 80s en la Unión Soviética por un grupo de físicos dirigidos por Anatoly Akimov y Gennady Shipov. Estos científicos trabajaban para el estatal Centro para las Tecnologías no Tradicionales el cual fue liquidado en 1991. Tras la liquidación del centro los científicos se organizaron para formar una organización privada llamada: El Instituto Internacional para la Física Teórica y Aplicada, la cual más tarde se convirtió en una compañía privada con el nombre de UVITOR.
El concepto original ha derivado en una idea pseudocientífica, sin prueba alguna pero ligada a los organismos vivos.

## Concepto pseudocientífico
A diferencia del mecanismo atribuido a los efectos de rotación cuántica, los campos de torsión involucran el uso de rotores clásicos de rango largo (Pauli) para describir tales interacciones. El énfasis aquí no está en la ecuación de Dirac para describir la rotación fermiónica, sino en la ecuación análoga clásica de Bragmann-Michel-Telegedi (BMT) para explicar los efectos de rotación. La ecuación BMT parte de un patrón de extensión cuasiclásico de la ecuación de Dirac con un término añadido por Pauli, y ha sido responsable por el momento magnético anómalo del electrón, y confirma el efecto radiactivo de la autopolarización, sin la necesidad de la explicación estándar de la electrodinámica cuántica.
Los campos de torsión también la característica importante de estar afectados por la topología/geometría de objetos macroscópicos y campos biológicos, una característica que ha sido corroborada por los estudios de Glen Rein sobre ADN irradiado con energía no hertziana que emana de varios patrones geométricos.
Los campos de torsión, se halló, que emanaban de organismos vivientes entre ellos los humanos, gatos, perros, caballos, plantas y frutas. Estos pueden detectarse por un dispositivo inventado por Buril Payne, llamado Medidor de Campo Biológico, el cual puede construirse fácilmente usando materiales a disposición de cualquier hogar.